# Mukinashoza
Mukinashoza är ett vattendrag i Burundi. Det ligger i den norra delen av landet, 140 km nordost om huvudstaden Bujumbura.
Omgivningarna runt Mukinashoza är en mosaik av jordbruksmark och naturlig växtlighet. Runt Mukinashoza är det ganska tätbefolkat, med 160 invånare per kvadratkilometer.